# Francis Verney
Sir Francis Verney (1584-6 de septiembre de 1615) fue un aventurero, mercenario y pirata inglés. Noble de nacimiento, que abandonó Inglaterra después de que la Cámara de los Comunes se pusiera del lado de su madrastra en una disputa legal sobre su herencia, y se convirtió en mercenario al servicio del rey de Marruecos y más tarde en corsario de Berbería.
Verney fue uno de los capitanes más exitosos que operaron en la costa de Berbería a principios del siglo XVII y, a pesar de no tener experiencia en la navegación, fue uno de los cuatro líderes de la flota pirata tunecina comandada por John Ward . Su supuesta conversión al Islam con Ward en 1610 fue motivo de considerable controversia en su país natal. Más tarde, Verney fue capturado y pasó dos años en las galeras de esclavos de Sicilia. Fue rescatado por un jesuita inglés en 1614 y se convirtió al catolicismo poco antes de su muerte.

## Primeros años de vida
El único hijo de Audrey Gardner (fallecida en 1588) y Sir Edmund Verney (fallecido en 1600), Francis Verney nació en 1584 en Pendley Manor en Tring, Hertfordshire, Inglaterra. El primer y tercer matrimonio de su padre con otras dos familias reales, dadas las complejidades de los lazos familiares en la Inglaterra Tudor, convirtieron a Francis en uno de un número indeterminado de hijastros dentro de las familias Redmaynes, Turville y St. Barbe; estaba relacionado con un total de siete familias reales a través del matrimonio. Dentro de su familia inmediata, tenía un medio hermano menor, Edmund (1590-1642), que nació el 1 de enero de 1590, el único hijo producido por Edmund y Lady Mary Blakeney.
En 1599, Francis se casó con su hermanastra, Úrsula St. Barbe, hija de William St. Barbe de Broadlands y Mary Blackeney. Presuntamente, el matrimonio fue arreglado por Edmund y Lady Mary, descrita como una mujer "magistral", para cimentar la fortuna de sus familias y, más específicamente, para proteger los intereses de Lady Mary y su hija. También persuadió a su esposo para que dividiera la propiedad otorgada a Francis por el testamento de su tío con su hijo Edmund. Esto resultó en la sustitución del testamento original y la confirmación de este nuevo asentamiento por una ley privada del parlamento en 1597. Estos movimientos aumentaron enormemente la influencia y el poder de Lady Mary. Edmund Verney murió el 11 de enero de 1600, cuando Francis tenía solo 15 años, y posteriormente fue enviado al Trinity College de Oxford en septiembre de ese año. Aunque se registra poco de su infancia, según el Dictionary of National Biography, tenía "todas las ventajas que un rostro y una figura finos, un gran coraje personal y un magnífico gusto para vestir podrían otorgar". Fue durante este período que comenzó a acumular enormes deudas gastando hasta 3.000 libras esterlinas al año. Dejando Oxford, Verney pronto se rebeló contra su matrimonio arreglado viviendo separado de su esposa en St. Dunstan's-in-the-West (un barrio notorio de Alsacia, donde uno de sus sirvientes, Richard Gygges, fue asesinado en una pelea de borrachos en 1604; se separaría legalmente de Ursula al llegar a la edad adulta y le proporcionaría 50 libras esterlinas al año por el resto de su vida. Verney fue nombrado caballero en la Torre de Londres el 14 de marzo de 1603.

## Rompe con la familia Verney
Tan pronto como cumplió la mayoría de edad, Verney desafió a su madrastra en la corte sobre los términos de su herencia. Puede haber sido motivado por sus amigos que, al verse endeudados gravemente, habían sus deudores lo presionaban para que los pagara. Hizo un llamamiento a la Cámara de los Comunes para revertir el arreglo familiar que una ley isabelina sancionó años antes. Se argumentó que su decisión lo había privado injustamente de sus derechos cuando aún era menor de edad. También se hizo en circunstancias inusuales ya que, dadas las normas de la época, la consolidación de los patrimonios familiares se encontraban bajo la propiedad de un único heredero.
El caso pasó por "mucho debate y discusión" ya que se emplearon abogados famosos en cada lado, el Sr. Wincall y Crewe respectivamente. Las súplicas de Crewe a la Cámara en nombre de la viuda de Sir Edmund, así como el testimonio de varios miembros sobrevivientes del comité del proyecto de ley de 1597, dañaron el caso de Francis. Los tribunales finalmente favorecieron a la madrastra y confirmaron los términos ya establecidos de la herencia.

## Aventuras en Marruecos
Verney vendió sus propiedades luego de su pérdida, abandonando efectivamente a su esposa y se fue al extranjero. Estaba muy amargado después de perder su caso, además de la abrumadora deuda que enfrentó, lo que lo hizo "abandonar a los amigos que lo habían lastimado y al país que se negó a repararlo". Vagó por el medio oriente durante algún tiempo, visitando la ciudad de Jerusalén durante sus viajes, y se convirtió en un consumado aventurero y viajero del mundo. En su viaje de regreso a Inglaterra, Verney asistió brevemente a servicios religiosos con George Carew en la embajada inglesa en París. Había "luchado en varios duelos " pero, desde que partió de su país de origen, había perdido lo que le quedaba de su fortuna. Verney pasó el verano y el otoño de 1608 para atar cabos sueltos, otorgando "autoridad general irrevocable" a su tío Urian Verney y entregó así todos sus títulos de propiedad restantes a otro de sus tío, y dejó Inglaterra por última vez.
La tradición familiar afirma que fue a Marruecos donde se unió al Capitán John y Philip Giffard, ambos parientes de los Verney, quienes comandaban un ejército de doscientos compatriotas ingleses, en su mayoría caballeros voluntarios, al servicio de Muley Sidan, un reclamante de la trono marroquí. El padre de Sidan, Muley Hamet, había disfrutado de una relación privilegiada con la reina Isabel I y los soldados de fortuna de Giffard lucharon en nombre de Sidan contra sus otros rivales, a saber, Ahmed ibn Abi Mahalli y Sidi al-Ayachi, y su hermano Abou Fares Abdallah, durante las guerras de sucesión del país. 

## La vida como corsario de Berbería
Después de que los Giffard murieran en una escaramuza en el desierto en 1607, muchos de sus hombres se dedicaron a la piratería. Verney, según lo contado por su familia, encontró refugio con otro pariente, Richard Giffard, que era capitán del Fortune, al mando de lo que era esencialmente una flota pirata, para ese entonces ya Verney se menciona entre sus oficiales piratas. Esta parte de la historia fue cuestionada por el historiador británico Adrian Tinniswood, quien afirmó que Giffard estuvo encarcelado en cautiverio en la ciudad de Florencia, Italia, desde 1607 hasta 1610.  Independientemente de quién fuera su mentor pirata, en solo dos años se había convertido en uno de los piratas más temidos de la costa de Berbería "haciendo estragos entre sus propios compatriotas y llevándose a Argel premios pertenecientes a los comerciantes de Poole y Plymouth". como mencionó Francis Cottington de la embajada inglesa en Madrid. Una de sus hazañas más conocidas fue la captura de un barco mercante procedente de Marsella que transportaba un cargamento de vino francés para la corte de Jacobo I. El rey Jacobo se preocupó tanto por las actividades de Verney que asignó un barco de guerra para escoltar a los buques mercantes en ruta hacia Alepo en el área de Levante.
Durante este período, Verney fue uno de los cuatro líderes de la flota tunecina encabezada por John Ward, Richard Bishop y Kara Osman, el último capitán de los jenízaros en Túnez. Simon Danziger y Jan Jansz también se incluyeron en las filas de la flota de ingleses, holandeses, españoles y turcos. Verney se desempeñó como segundo al mando de Ward En diciembre de 1610, según las afirmaciones del embajador veneciano en Túnez, él y Ward fueron acusados de "convertirse en turcos" al convertirse al Islam causando sensación en la sociedad real cuando las noticias llegaron a Inglaterra. Este fue un cargo que se hizo a menudo contra los corsarios berberiscos de origen europeo, ya que muchos, incluido Verney, a menudo adoptaron la ropa que usaban los lugareños después de establecerse en las regiones de Argel o Túnez.
Finalmente fue capturado por un corsario siciliano y pasó dos años en cautiverio como esclavo en las galeras hasta que fue rescatado por un jesuita inglés. Sir Robert Chamberlain, mientras estaba en Nápoles, se interesó por su compatriota y viajó a Malta para reclamarlo en 1614. A Verney se le concedió la libertad con la condición de que se convirtiera al catolicismo, lo cual hizo.

## Últimos años en Sicilia
Aunque ahora era un hombre libre, Verney se quedó solo y sin dinero. Pasó el resto de su vida en Sicilia, donde se vio obligado a alistarse como soldado raso, al servicio del duque de Osuna, el virrey español de Palermo. Fue encontrado por el viajero y escritor escocés William Lithgow en "la más extrema calamidad y enfermedad" en La Pieta (St. Mary of Pity), un hospital para pobres, en la comuna de Messina, donde Lithgow registró los últimos días de Verney antes de su muerte el 6 de septiembre de 1615, El relato de Lithgow, titulado "Los recuerdos más deliciosos y verdaderos de una peregrinación admirable y dolorosa de William Lithgow", se publicó siete años después. El comerciante inglés John Watchin obtuvo más tarde un certificado formal de su muerte, firmado por Don Peter García, que envió con los efectos personales de Verney a Claydon House.

## Legado
Aunque común entre los corsarios de Berbería, ya que los gobernantes musulmanes sancionaron los ataques a los comerciantes cristianos "como parte de una yihad más grande contra los infieles", la conversión de Francis Verney al Islam provocó una controversia considerable en su Inglaterra natal.  Su propia familia consideraba que convertirse en católico más adelante en la vida era "apenas preferible" al Islam. Cuando su esposa Ursula se volvió a casar en 1619, todavía se la describía en los chismes contemporáneos como "la viuda del que se volvió turco". Su vida como corsario fue registrada por primera vez por John Bruce en 1853, y más tarde por Lady Frances Parthenope Verney cuando comenzó los cuatro volúmenes de su libro Memoirs of the Verney Family en 1892, aunque ambos disputaron algunas de las afirmaciones de William Lithgow . Más tarde, Adrian Tinniswood señaló que en la sociedad victoriana "un pirata en la familia estaba mal pero era romántico ; un apóstata estaba más allá de los límites". 
De los efectos personales enviados a la familia Verney por John Watchin, que incluían un turbante, zapatillas, túnicas de seda y bastón de peregrino, Lady Frances mencionó que todavía se conservaban en Claydon House. En la finca también se exhibe un retrato al óleo de cuerpo entero de Verney, al estilo de la escuela española. El interés por Verney se prolongó hasta el siglo XX como parte de la cultura popular de la época. Fue mencionado en la novela de detectives de Dashiell Hammett de 1930 El halcón maltés como una de las personas que poseían el pájaro enjoyado. El personaje principal de la película de espadachines de 1940 The Sea Hawk, interpretado por Errol Flynn, se inspiró en las vidas de Verney y Sir Henry Mainwaring .  Él y Mainwaring también se encontraban entre los piratas de la vida real elegidos por el imaginador de Disney Marc Davis para ser retratados en la atracción " Piratas del Caribe " de Disneylandia junto con Anne Bonny y Mary Read, Charles Gibbs y Ned Low .